# Apocalypse

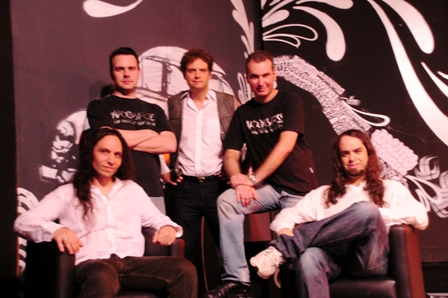
Banda.

Apocalypse es una banda de rock progresivo de origen brasileño compuesta por el tecladista Eloy Fritsch, el bajista Magoo Wise, el cantante Gustavo Demarchi, el guitarrista Ruy Fritsch y el baterista Chico Fasoli. Eloy Fritsch fundó la banda en 1983, en Rio Grande do Sul.

## Discografía
- Apocalypse (1991)
- Perto do Amanhecer (1995)
- Aurora dos Sonhos (1996)
- Lendas Encantadas (1997)
- The Best of Apocalypse (1998)
- Apocalypse Live in USA (2001)
- Refugio (2003)
- Magic (2004)
- CD Apocalypse Live in Rio (2007)
- DVD Apocalypse Live in Rio (2007)
- The Bridge of Light (2008)

## DVD
- Apocalypse Live in Rio (2007)

### Participaciones
- Circuito de Rock (1989) Track: Só Você
- Le Melleur du Progressif Instrumental (1996) Track: Notre Dame
- Rio Art Rock Festival (1999) Track: Corta
- ProgDay Encore (2001) Tracks: Corta, Jamais Retornarei, Clássicos (Rock Version)
- Margen - Music from the Edge Vol. l6 (2002)- Track: Refúgio